# Machine Girl
Machine Girl (parfois stylisé machin3gir1) est un groupe américain de breakcore, originaire de Long Island, dans l'État de New York.

## Histoire
Machine Girl est formé en 2012 par Matt Stephenson à Long Island, dans l'État de New York,,. En 2015, le projet devient un duo, avec Stephenson recrutant le percussionniste Sean Kelly pour jouer de la batterie en direct.
En 2022, Machine Girl enregistre la bande son originale du jeu vidéo Neon White, séparé en deux parties distinctes en rapport avec le jeu, avec les albums The Wicked Heart et The Burn that Cures.

## Style musical
Dans une interview avec le magazine Revolver, Stephenson définit Machine Girl comme du « punk électronique déglingué » et déclare qu'ils n'aimaient pas l'étiquette « industrielle » parce qu'elle était « très gothique, et très noire et blanche », considérant que le projet était « beaucoup plus coloré ». Kerrang! les cite comme l'un des « groupes élargissant la définition du hardcore », et a décrit le projet comme « une race particulièrement punky et féroce du sous-genre électronique breakcore qui pourrait facilement passer pour du hardcore quand ils le déchirent en live ». Pitchfork définit leur style comme « écrasant sans relâche des morceaux de punk, grindcore, rave, d'industriel, et plus encore » et « imprévisible et dangereux, plein de rage animale et d'énergie incontrôlable ».
Leur musique comporte souvent des paroles et des échantillons critiquant le capitalisme et explorant la santé mentale, l'identité de genre et la sexualité. Ceci est particulièrement visible dans leurs albums ...Because I'm Young Arrogant and Hate Everything You Stand for, The Ugly Art et U-Void Synthesizer.
Le projet est nommé d'après le film japonais The Machine Girl sorti en 2008, qu'ils ont occasionnellement samplé sur leur album WLFGRL, sorti en 2014.

## Membres
- Matt Stephenson - production, chant (depuis 2012)
- Sean Kelly - batterie (depuis 2015)
- Lucy Caputi - guitare (depuis 2024)[9]

## Discographie

### Albums studio
- 2014 : WLFGRL
- 2015 : Gemini
- 2017 : ...Because I'm Young Arrogant and Hate Everything You Stand for
- 2018 : The Ugly Art
- 2020 : U-Void Synthesizer
- 2024 : MG Ultra

### EP
- 2013 : Electronic Gimp Music EP
- 2013 : 13th Hour EP
- 2013 : GRLPWR EP
- 2016 : MACHINE GIRL VS MACHINE GIRL
- 2020 : RePorpoised Phantasies
- 2024 : SUPER FREQ

### Compilations
- 2014 : Jet Set Radio Remixes 1
- 2014 : WLFGRL Remixes A
- 2014 : WLFGRL Remixes B
- 2015 : Phantom Tracks
- 2016 : Phantasy Trax™
- 2017 : WLFGRL+
- 2020 : MG DEMO DISC
- 2020 : Stretch Collection

### Singles
- 2012 : Gravity Diva
- 2014 : Emerald Juke / Krystle (Glitch Mix)
- 2015 : Killing of the Bird / Lifeforce
- 2016 : Costume / Fuqthatlil
- 2016 : Minnesota / Explode
- 2023 : Yesterday (Machine Girl Remix)
- 2023 : Concerning Peace (Machine Girl Remix)
- 2024 : Until I Die
- 2024 : Motherfather
- 2024 : Psychic Attack

### Mixtape
- 2018 : MRK90 Mix Vol. 1

### Bandes originales
- 2022 : Neon White OST 1 - The Wicked Heart
- 2022 : Neon White OST 2 - The Burn That Cures

### Clips musicaux
- 2024 : Until I Die[10]
- 2024 : Motherfather[11]
- 2024 : Psychic Attack[12]
- 2024 : Ass2Mars[13]
- 2024 : Grindhouse[14]